# سيبروفلوكساسين
السيبروفلوكساسين هو مضاد حيوي يستخدم لعلاج العديد من حالات الإصابة بالعدوى البكتيرية. وذلك يشمل عدوى العظم والمفاصل وإصابات العدوى داخل البطن وبعض أنواع الاسهال المعدي وعدوى المسالك التنفسية وعدوى الجلد وحمى التيفوئيد وحمى لدغة القرادة الإفريقية وعدوى المسالك البولية وأنواع أخرى مختلفة من العدوى.
وفي بعض أنواع العدوى الأخرى يستخدم إلى جانب مضادات حيوية أخرى. يمكن أن يؤخذ عن طريق الفم أو بالحقن داخل الوريد.

## روابط خارجية
- سيبروفلوكساسين على مشروع الدليل المفتوح
- U.S. National Library of Medicine: Drug Information Portal - Ciprofloxacin
- Cipro Package Insert
- Proquin XR Package Insert
- Ciloxan Package Insert
- Ciprofloxacin Ophthalmic
- Ciprofloxacin - Antimicrobe.org نسخة محفوظة 17 أبريل 2018 على موقع واي باك مشين.